# Енеолит
Енеолит, бакарно доба или халколит (грчки: khalkos + lithos = ’бакар камен‘) у старијој литератури називано и „камено бакарно доба“, због упоредне употребе бакра и камена. Бакарно доба је прелазно раздобље између неолита и бронзаног доба (4. и 3. миленијум п. н. е.; 3500-2000. п. н. е.). Овај период обележило је откриће бакра, метала који почиње да се користи у изради примитивног оруђа и оружја. Мешањем бакра и калаја добијена је тврда легура - бронза, која потискује у потпуности камен као материјал за израду предмета. Управо по бронзи следеће доба, које смењује енеолит, добија име - бронзано доба.
У европској историји и археологији повезује се с почетком формирања индоевропских племенских заједница на подручјима која обухватају Прицрноморје (Црно море), Балкан и Блиски исток. Карактеришу га превладавање сточарства над пољоделством, ловом и риболовом, снажније повезане племенске групе, развој бакарне металургије, патријархат и продирање индоевропских група с истока. У стручној литератури најчешће се користи појам енеолитик, будући да је њиме боље одређен прелазни карактер овог раздобља.

## О бакру
Бакар је мекани метал који је лако обрадив материјал и примитивним каменим алатом. На земљиној површини се најчешће појављује као плави азурит, зелени малахит или као црвена стена. Једна од таквих највећих налазишта, налазила су се около великих језера на граници САД и Канаде и било је пронађено више од 10.000 места од којих нека потичу из 3000. п. н. е., где се експлоатисао бакар, чији грумени су могли досегнути тежину од 100 килограма. Геохемијска анализа је потврдила да је тај бакар био експортован до Јужне Америке јер су његови трагови нађени у гробу Инка.

## Историја употребе
Због своје мекоће, бакар се у почетку користио за накит. Открићем обраде хладним поступком остварена је двострука тврдоћа, чиме су настали алат и оружје потребне тврдоће. Једина мана те обраде је била крткост. Најстарији докази кориштења бакра потичу из 8000. п. н. е. из Турске, Кајону Тепеси, у близини којег се налазе рудници бакра који се и данас експлоатишу.
Премда се пре сматрало да се металургија најпре јавља у Анатолији, према данашњим сазнањима она је била позната од самих почетака винчанске културе. Тако је у месту Беловоде на планини Рудник у Србији 2010. године откривени докази топљења бакра на високим температурама из око 5000. п. н. е.; што винчанску културу чини првом културом бакарног доба на свету.
Све већа употреба бакра узроковала је промене у тадашњем друштву. Појавиле су се групе првих специјалиста, рудара, ковача, металурга. Све важнија је била потрага за рудом. Тако се с временом до 3800. п. н. е., проширила употреба бакра по целом Медитерану и обалама Атлантика. Паралелно с бакром, дошло је и до експлоатације злата, сребра и олова. Око 3500. године п. н. е. откривен је арсен који је додаван бакру, чиме је повећана његова тврдоћа, а тиме настаје арсенова бронза.

### Хронологија
По класичној (ниској) хронологији енеолит се дели на 3 фазе:
- рани (2200. године п. н. е.)
- средњи (1900. године п. н. е.)
- позни (1800/1700. године п. н. е.)

По високој хронологији енеолит се дели на:
- рани (3300-2800. године п. н. е.)
- средњи (2800-2300. године п. н. е.)
- позни (2300/2200-2000/1900. године п. н. е.)

### Геохронологија
Енеолит припада суббореалу. (Холоцен почиње 8300. године п. н. е. и дели се на:
- Пребореал (8300/8000-7200. године п. н. е.) - доба мезолита;
- Бореал (7200-5500. године п. н. е.) - доба мезолита;
- Атлантик (5500-3000. године п. н. е.) - доба неолита;
- Суббореал (3000-800. године п. н. е.) - бакарно и бронзано доба;
- Субатлантик (800/500. - до данас) - гвоздено доба,
- историјски период

## Особености
Бакарно доба означава раздобље у којем је човек стекао знање израде металних предмета од бакра, којег је релативно једноставно пронаћи у природи без потребе за технологијом рударства. Бакар је при томе хладно кован или ливен. Ливење бакра отворило је могућност за следећу степеницу у развоју човека, када је од легуре бакра и калаја добијена бронза, чија шира употреба уводи човечанство у бронзано доба.
Бакар су познавале и користиле неке неолитске културе, па сама присутност и каква-таква производња није довољан разлог за издвајање новог праисторијског раздобља уколико то не повлачи и промене у начину живота. Па тако у привреди долази до превласти сточарства над пољопривредом, а оно брже ствара вишкове, те омогућује интензивнију трговину, а тиме и стварање знатнијих материјалних богатстава. Осим тога снага животиња у бакарном добу се све чешће користи у пољопривреди и транспорту. Сам развитак привреде доводи до ужих специјализација унутар појединих привредних грана. У друштвеном погледу формирају се чвршће повезане и организоване патријархалне родовске и племенске заједнице.
Иако су све те промене биле изузетно значајне, нису имале револуционарно обележје неолита, па се стога за бакарно доба често користи израз енеолитик, који указује на континуирани развој неолита у бакарно доба, тј. да је поред нових елемената још увек врло препознатљива традиција неолита у свим сферама живота. Исто вреди и за термине халколитик (користи се углавном у контексту егејског и малоазијског света) и купролитик.
Границе између раног, средњег и касног енеолита нису јасно дефинисане. Рани енеолит одређују културе још чврсто утемељене у неолиту, у материјалном, духовном и привредном смислу. Средњи и касни енеолит представљају удаљавање од неолитских традиција, с врло јаким нагласком на металургију и друштвене промене које ће крајем енеолита довести до стварања племенских и родовских аристократија.
Подручје напретка и иновација у енеолиту, као и у неолиту, је егејски и малоазијски простор, чије су популације присиљене да траже нове крајеве за живот, па се пребацују на европско тло. У то време се појављује ново исходиште миграција, нови историјски пут који ће имати велику улогу у свим каснијим раздобљима историје - подручје Понта, Закавказја и јужноруских степа, а пут води преко шумовитих и ердељских Карпата уз доњи ток Дунава. Из тих крајева пристизали су брзи, покретљиви сточари, којима су била потребна нова пространства за стоку, спремни да се изборе под сваку цену, а није неважно ни то да су они већ добро овладали металургијом. Свему се томе нису могле одупрети конзервативне пољоделске популације преживелог неолита.

## Развој металургије
Велики рудници у доба енеолита су били квалитетни. Код метала постоји "рециклажа", тј. старо оруђе и оружје се поново претапа. Из овог периода имамо руднике - код Беча се вадио кремен, опсидијан се јавља на Мелосу и у јужној Италији и у чешком Равногорју (тзв. чађави опсидијан). Кремена индустрија траје све до гвозденог доба.

### Рана металургија бакра
У првој фази бакар се користио као петрографска сировина, користио се самородни бакар који се и у ранијем периоду користио за накит. Још у 6. миленијуму јављају се перлице од самородног бакра, али то није права металургија. У Европи већ у културама позног неолита имамо појаву самородног бакра и оксидних руда. Лежишта бакарне руде су на Карпатима, у Чешком Равногорју, на Кавказу, Уралу (где рано почиње мешање бакра и арсена, чиме се добија арсенска бронза).

### Оксидне руде
Оксидне руде су сулфидне руде у жилама које доспевају на површину, попут азурита, куприта, малахита.

### Енеолитски рудници
- Рудна Глава (код Мајданпека)
- Аи Бунар (Јужна Бугарска)

Руда је примитивно вађена, следила се жила сулфидне руде, која је дробљена и затим извлачена. Касније се развијају и једноставне пећи за прераду руде. Оксидне руде су топљене у јамама (руда је на дну, ћумур постављен около се палио) или огњиштима. Метал би се захватао у велике керамичке зделе.
Сулфидне руде су тражиле велику ватру, били су потребни мехови, а претпоставља се и „сопаљ“ - шупљи предмет од керамике, који је служио за дување (потпиривање ватре). Овакви предмети су пронађени поред посуда за ливење. Истопљени бакар се хватао у малим посудама.
У позном енеолиту се јављају калупи. Били су од камена, издубљени, у почетку једноделни, за једнократну употребу. Дводелни калуп се јавља тек 2300/2200. године п. н. е. у Вучедолској култури.

## Регионалне одлике

### Европа
Еци (ледени човек) пронађен је у Ецталским Алпима и његови остаци су датирани на 3300. п. н. е. Уз његов леш пронађена је бакарна секира која доказује да се бакар ископавао у Европи пре 5.300 година (500 година пре него што се раније веровало).
Још старија бакарна секира пронађена је у Прокупљу у Србији (датирана око 5.500. п. н. е.), што металургију у Европи чини још старијим. Да је сазнање о употреби бакра било раширеније од саме употребе свједочи култура ратних секира (Култура врпчасте керамике) из северне Европе, где су камене секире клесали у облику изливених секира, тј. као имитацију бакарних секира.
Примери бакарних култура су Вила Нова де Сао Педро и Лос Миларес на Иберском полуострву, одакле потиче тзв. култура звоноликих врчева из развијеног бакарног доба. Одавде се проширила обрада бакра и бронзе на остатак Европе, заједно с продором праиндоевропских језика.
Култура Варна у северној Бугарској припада новијем бакарном добу (око 4400-4100. п. н. е.), а карактеришу га обојена керамика и богате некрополе (нпр. Варна и комплекс Дуранкулак који је највећа праисторијска некропола у југоисточној Европи (до данас је истражено 1.200 гробова).
Мегалитски храмови на Малти су дело две фазе бакарног доба: тзв. фаза Џгантија (3600-3000. п. н. е.) и врхунац током трајања храмског комплекса у Таршину који је остао у употреби све до 2500. п. н. е.
Вучедолска култура, која је имала средиште у источној Славонији, уз десну обалу Дунава, имала је свој врхунац од 3000-2200. п. н. е.

### Културе енеолита на подручју Балкана
- Баденска култура
- Костолачка култура
- Вучедолска култура
- Тисаполгар - Бодрогкерестур (мађ. Tiszapolgár-Bodrogkeresztúr)
- Бубањ, Салкуца, Криводол (Салкуца - рум. Salcuta)
- Коцофени (рум. Cotofeni)
- Вајска

Ширење индоевропских популација из степских области јужне Русије према средњој и југоисточној Европи и велика експанзија вучедолског стила према јадранској зони, Панонској низији и Румунском Банату почиње развој енеолитских култура. Овоме доприноси и развој металургије (у источним областима се налазе најстарији рудокопи на Балкану - Рудна Глава код Мајданпека).
Дезинтеграцијом овог периода започиње рано бронзано доба ових области. Ови догађаји служе као подлога стварања периодизације. 
- Рани енеолит, означава даљу еволуцију неолитских култура које се постепено упознају са бакром, прерађују га и израђују од њега, ситније, украсне предмете или секире које подражавају камене, неолитске узоре (налази бакарних предмета у винчанској култури, оставе код Плочника и др).
- Средњи енеолит започиње са првим продором „степских пастира“ најпре у Подунавље, а касније и јужно од њега.
- Позни енеолит нарочито у западним областима започиње формирањем ране вучедолске културе и траје кроз све три њене развојне фазе, све до распада вучедолског комплекса и формирања низа локалних култура раног бронзаног доба насталих на њеним традицијама (Тиват-Рубеж група, љубљанска група, винковачка група или на северу Мако у Мађарској, слч. Kosihy-Caka у Словачкој, а на истоку у Румунији рум. Moldova Veche.

У апсолутним цифрама које се ослањају на C-14 податке (без калибрације), рани енеолит припада времену 3100-2700, средњи енеолит траје од 2700-2300, а позни од 2300. до 1900. год. п. н. е.

### Африка
Бакарно доба у Старом Египту, започело око 5. миленијума п. н. е. и трајало је дубоко у Средње краљевство када је бронза постала популарна тек за време 18. династије (око 1500. п. н. е., Египат - Нова држава).
Субсахарска Африка се развијала одвојено од остатка света јер је Сахара деловала као препрека која је ово подручје одсекла. Тако се бакарне и бронзане културе јављају спорадично и неповезано, а поједина племена остају на нивоу каменог доба (Бушмани) све до појаве колонијалних освајача у 18. и 19. веку.

### Азија
У подручју плодног полумесеца (од Леванта до Месопотамије), где се и појавила употреба бакра, она је трајала упоредо с употребом калаја све до 4. миленијума п. н. е. када је превладала употреба бронзе. Најважнија култура бакарног доба је месопотамска култура града Урука (4000-3100. п. н. е.), прва људска цивилизација.
У јужној Азији су припадници Мергар културе користили оруђа од локалног бакра од 7700–3300. п. н. е., док се на Далеком истоку бакарни предмети јављају око 4000. п. н. е. у културама Ђангџај и Хунгшан, мада нису били у широј употреби.
Према налазима А. Парпол, сличности лончарије цивилизације у долини Инда, јужног Туркменистана и северног Ирана од 4300. до 3300. п. н. е. наводи на закључак да је у бакарном добу била развијена завидна робна размена.

### Америка
Независна и спорадична појава обраде бакра и бронзе се јавила међу Инкама у јужној Америци и међу мезоамеричким културама у западном Мексику. У поређењу с остатком света, то се догодило релативно касно (око 600., а у широј употреби око 800. године). Одмах се јављају регионалне разлике у обради метала између средишње и јужне Америке (где настају разне врсте легура: бакарно сребро, бакарни арсеник, бронза (бакар-калај) и бакар-арсен-калај), а морским путевима проширила се према северу.